# Vincenza Maria Poloni
Luigia Poloni, I.S.M., řeholním jménem Maria Vincenza (26. ledna 1802, Verona – 11. listopadu 1855, tamtéž) byla italská římskokatolická řeholnice, zakladatelka a členka kongregace Milosrdných sester z Verony. Katolická církev ji uctívá jako blahoslavenou.

## Život

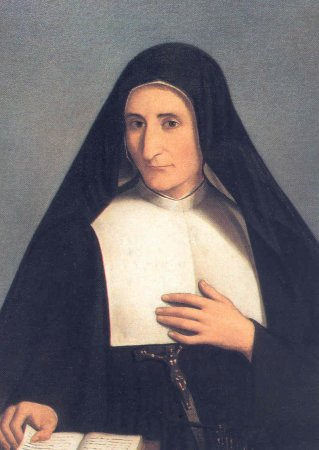
Její portrét

Narodila se dne 26. ledna 1802 ve Veroně jako poslední z dvanácti dětí Gaetanu Polonimu a Margheritě Biadego. Pokřtěna byla ještě v den svého narození jako Maria Luigia Francesca. Vyrostla v křesťanském prostředí a věnovala se charitativní činnosti, kdy byla inspirována svým otcem, který byl členem dobrovolnické skupiny.
Dostala se do kontaktu s knězem bl. Charlesem Steebem a našla v něm přítele a důvěrníka, kdy měli stejnou vizi nové kongregace. Společně založili dne 2. listopadu 1840 ženskou řeholní kongregaci Milosrdných sester z Verony. Do kongregace také sama vstoupila a dne 10. září 1848 složila své řeholní sliby. Přijala řeholní jméno Maria Vincenza. Členky jí založené kongregace mají usilovat o šíření Milosrdné lásky Ježíše Krista, jež by pozvedla člověka k plnějšímu společenství s Bohem, a to mimo jiné prostřednictvím charitativní činnosti. Po zbytek života se ve své kongregaci věnovala pomoci chudým, nemocným a dalším potřebným.
Zasáhl ji nádor, který se pomalu zvětšoval. Podstoupila operaci, která měla zmírnit bolest, ale její zdravotní stav se nezlepšil. Zemřela dne 11. listopadu 1855 ve Veroně.

## Úcta
Její beatifikační proces započal dne 12. března 1990, čímž obdržela titul služebnice Boží. Dne 28. dubna 2006 ji papež Benedikt XVI. podepsáním dekretu o jejích hrdinských ctnostech prohlásil za ctihodnou. Dne 17. prosince 2007 byl uznán první zázrak na její přímluvu, potřebný pro její blahořečení.
Blahořečena pak byla dne 21. září 2008 na Palazzetto dello Sport ve Veroně. Obřadu předsedal jménem papeže Benedikta XVI. arcibiskup Angelo Amato. Dne 27. ledna 2025 byl uznán druhý zázrak na její přímluvu, potřebný pro její svatořečení. Svatořečena bude dne 19. října 2025 na Svatopetrském náměstí papežem Lvem XIV.
Její památka je připomínána 11. listopadu. Bývá zobrazována v řeholním oděvu. Je patronkou jí založené kongregace.